# 辨士學派
辯士學派（sophists），亦稱智者學派、詭辯學派，為公元前5世紀－前4世紀希臘的一批收徒取酬的教師、哲學家之統稱。其基本主張善良、真理、正義都與人本身需要的利益相關，所以沒有絕對的真理與正義。代表人物有普羅泰戈拉、希庇亞斯（雅典僭主庇西特拉圖之子）、高爾吉亞等人為本派代表人物。

出現背景：自梭倫與克里斯提尼改革後，雅典的民主出現。但是自伯羅奔尼撒戰爭（B.C431-B.C404）左右開始，公民大會開始逐漸喪失機能。這是因為由於戰爭的恐懼，執政者只要能抓住演說技巧，便可以順利獲得廣泛支持。為了牟取權力，在上位者不惜重金禮聘演說家為顧問，以獲得政治控制權，造成辯士流行。。

影響：辯士們以雅典為中心，周遊希臘各地，對青年進行修辭、論辯和演說等知識技能的訓練，教授參政治國、處理公共事務的本領。因為其不追求絕對真理與正義的看法，受到反彈，從而導致新的哲學思想家出現，如蘇格拉底。